# Andrew Neel
Pour les articles homonymes, voir Neel.
Andrew Neel, né dans l'État du Vermont, aux États-Unis, en 1978, est un réalisateur, scénariste et producteur américain.

## Filmographie partielle

### Comme réalisateur et scénariste
- 2001 : Billy528
- 2006 : Darkon (en)
- 2006 : Initiation
- 2007 : Alice Neel (en), film biographique sur l'artiste Alice Neel
- 2008 : The Feature (en)
- 2009 : New World Order (en)
- 2012 : King Kelly (en)
- 2016 : Goat